# タマラ・モスクビナ
タマラ・ニコラエヴナ・モスクビナ（ロシア語: Тамара Николаевна Москвина, ロシア語ラテン翻字: Tamara Nikolaievna Moskvina, 1941年6月26日 - ）は、旧ソビエト連邦の女性フィギュアスケート選手で現在はフィギュアスケートコーチ兼振付師。1968年グルノーブルオリンピックペアソビエト連邦代表。1969年世界選手権ペア2位。ペア時代のパートナーはアレクセイ・ミーシン。独身時代はタマラ・ブラトゥス（ロシア語: Тамара Братусь, ロシア語ラテン翻字: Tamara Bratus）として活動。

## 経歴
1941年、旧ソビエト連邦時代のレニングラードに生まれ、第二次世界大戦後にスケートを始めた。当初は女子シングル選手として活動し、ソビエト連邦国内選手権では女子シングルのチャンピオンとなったものの、4度出場した欧州選手権ではメダルはおろか入賞することすらなかった。なお、この女子シングル時代に、特徴的なスピンを実践していたが注目されることはなかった。のちにこのスピンをスイスのデニス・ビールマンが広めたため、現在はビールマンスピンと呼ばれている。
1965年、コーチであったイゴール・モスクビンと結婚。同時にアレクセイ・ミーシンとペアを結成し、女子シングルからペアへ転向した。ペアを結成した1シーズン目の1966年ユニバーシアードで3位となる。1967-1968年シーズンには欧州選手権で2位となったが、メダルの期待された1968年グルノーブルオリンピックでは5位入賞に留まった。翌1968-1969年シーズン、世界選手権で2位となり現役を引退。
引退後はペアのコーチとして活動を始め、1984年には国際スケート連盟のペア採点にも関わり、自書も執筆した。また、ペアコーチとして多くの選手を育て上げ、2005年には世界フィギュアスケート殿堂入りを果たしている。
主な門下生に、エレーナ・ワロワ＆オレグ・ワシリエフ、エレーナ・ベチケ＆デニス・ペトロフ、ナタリア・ミシュクテノク＆アルトゥール・ドミトリエフ、オクサナ・カザコワ＆アルトゥール・ドミトリエフ、エレーナ・ベレズナヤ＆アントン・シハルリドゼ、ユリア・オベルタス＆セルゲイ・スラフノフ、川口悠子＆アレクサンドル・スミルノフらがいる。

## 主な戦績

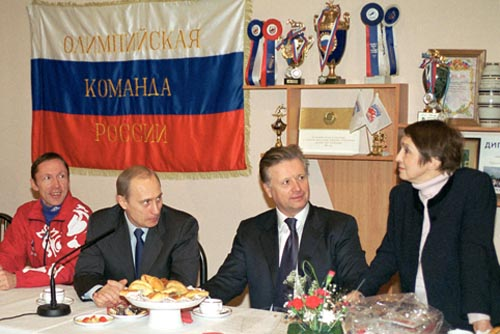
2002年

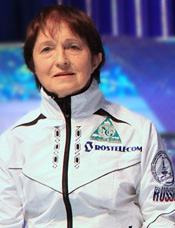
2009年

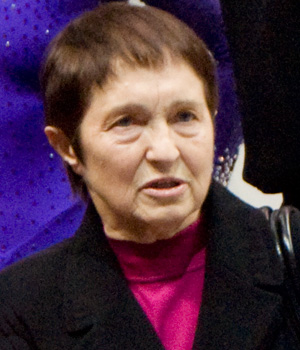
2010年

### ペア
- 1964-65はアレクサンドル・ガフリロフと、以降はアレクセイ・ミーシンとのペア。

| 大会/年          | 1964-65 | 1965-66 | 1966-67 | 1967-68 | 1968-69 |
| ---------------- | ------- | ------- | ------- | ------- | ------- |
| オリンピック     |         |         |         | 5       |         |
| 世界選手権       |         |         | 6       | 4       | 2       |
| 欧州選手権       |         |         | 6       | 2       | 3       |
| モスクワ国際     |         |         | 1       |         | 1       |
| ユニバーシアード |         | 3       |         |         |         |
| ソビエト選手権   | 1       | 3       | 3       | 2       | 1       |

### 女子シングル
- シングル時代は独身で旧姓のタマラ・ブラトゥス名義。

| 大会/年        | 1958-59 | 1959-60 | 1960-61 | 1961-62 | 1962-63 | 1963-64 | 1964-65 | 1965-66 |
| -------------- | ------- | ------- | ------- | ------- | ------- | ------- | ------- | ------- |
| 欧州選手権     |         | 27      |         | 19      | 20      |         | 14      |         |
| ソビエト選手権 | 9       | 2       | 2       | 1       | 1       | 1       | 1       | 1       |

## 著書
- Secrets of Russian Skaters（Platoro Pr 1999年）ISBN 9781882849031